# Tess Coady
Tess Coady (Melbourne, 2 de noviembre de 2000) es una deportista australiana que compite en snowboard, especialista en las pruebas de slopestyle y big air.
Participó en los Juegos Olímpicos de Pekín 2022, obteniendo una medalla de bronce en la prueba de slopestyle.
Ganó dos medallas de bronce en el Campeonato Mundial de Snowboard, en los años 2021 y 2023. Adicionalmente, consiguió una medalla de plata en los X Games de Invierno 2023.

## Medallero internacional
| Juegos Olímpicos   | Juegos Olímpicos       | Juegos Olímpicos  | Juegos Olímpicos |
| Año                | Lugar                  | Medalla           | Prueba           |
| ------------------ | ---------------------- | ----------------- | ---------------- |
| 2022               | Pekín (China)          | Medalla de bronce | Slopestyle       |
| Campeonato Mundial |                        |                   |                  |
| Año                | Lugar                  | Medalla           | Prueba           |
| 2021               | Aspen (Estados Unidos) | Medalla de bronce | Slopestyle       |
| 2023               | Bakuriani (Georgia)    | Medalla de bronce | Big air          |

| X Games de Invierno | X Games de Invierno    | X Games de Invierno | X Games de Invierno |
| Año                 | Lugar                  | Medalla             | Prueba              |
| ------------------- | ---------------------- | ------------------- | ------------------- |
| 2023                | Aspen (Estados Unidos) | Medalla de plata    | Slopestyle          |